# Liste der denkmalgeschützten Objekte in Sankt Georgen an der Stiefing
Die Liste der denkmalgeschützten Objekte in Sankt Georgen an der Stiefing enthält die 13 denkmalgeschützten, unbeweglichen Objekte der Gemeinde Sankt Georgen an der Stiefing im steirischen Bezirk Leibnitz.

## Denkmäler
| Foto  |                 | Denkmal                                                                                  | Standort                                                                          | Beschreibung | Metadaten |
| ----- | --------------- | ---------------------------------------------------------------------------------------- | --------------------------------------------------------------------------------- | --- | --- |
| ja BW | Datei hochladen | Schloss Finkenegg HERIS-ID: 40657 Objekt-ID: 40647                                       | Hart bei Wildon 3 Standort KG: Hart                                               | Das Schloss Finkenegg ist ein zweigeschoßiger Bau mit einfacher Fassadengliederung. Es wurde 1868 erweitert, erfuhr bei einer Außenrestaurierung im Jahr 1969 jedoch ungünstige Veränderungen. | BDA-Hist.: Q37995631 Status: Bescheid Stand der BDA-Liste: 2025-06-30 Name: Schloss Finkenegg GstNr.: .3/1 Schloss Finkenegg                                                        |
| ja    | Datei hochladen | Figurenbildstock, ehem. Kreuzwegstation HERIS-ID: 70272 Objekt-ID: 83385                 | bei Hart bei Wildon 17 Standort KG: Hart                                          | Die zwei bemalten barocken Figuren hl. Johannes und Maria, ehemalige Kreuzwegstation am Kalvarienberg in St. Georgen, stammen aus der 1. Hälfte des 18. Jahrhunderts. Sie sind unter rezentem Kruzifix auf Rechtecksockeln aufgestellt und bilden somit eine Kreuzigungsgruppe. | BDA-Hist.: Q38124608 Status: § 2a Stand der BDA-Liste: 2025-06-30 Name: Figurenbildstock, ehem. Kreuzwegstation GstNr.: 638/1                                                       |
| ja    | Datei hochladen | Schloss Neudorf mit Marienkapelle HERIS-ID: 45258 Objekt-ID: 46465                       | Neudorf 17 Standort KG: Hart                                                      | Das Schloss Neudorf wurde Mitte des 16. Jahrhunderts anstelle eines mittelalterlichen Wehrbaus im Stil der Frührenaissance erbaut. Es ist ein zwei- bis dreigeschoßiger, geschlossener Vierflügelbau um einen Innenhof. Der Hof weist an drei Seiten zweigeschoßige Innenarkaden auf, bei den Obergeschoßarkaden ist die Bogenanzahl verdoppelt. Die Kapelle wurde bereits in der Hauptbauphase im Renaissance-Stil angelegt und erhielt ihre heutige Gestalt mit einem quadratischen Turm im Jahr 1640. | BDA-Hist.: Q38014742 Status: Bescheid Stand der BDA-Liste: 2025-06-30 Name: Schloss Neudorf mit Marienkapelle GstNr.: 424/1                                                         |
| ja    | Datei hochladen | Mittelalterliche Wehranlage (Turmhügel) bei Gerbersdorf HERIS-ID: 79424 Objekt-ID: 93105 | Gerbersdorf Standort KG: St. Georgen an der Stiefing                              | | BDA-Hist.: Q38154501 Status: Bescheid Stand der BDA-Liste: 2025-06-30 Name: Mittelalterliche Wehranlage (Turmhügel) bei Gerbersdorf GstNr.: 50/1                                    |
| ja    | Datei hochladen | Mariensäule, Kriegerdenkmal HERIS-ID: 69528 Objekt-ID: 82612                             | gegenüber St. Georgen an der Stiefing 15 Standort KG: St. Georgen an der Stiefing | Die Mariensäule wurde 1878 von Jakob Gschiel geschaffen. | BDA-Hist.: Q38122644 Status: § 2a Stand der BDA-Liste: 2025-06-30 Name: Mariensäule, Kriegerdenkmal GstNr.: 1563                                                                    |
| ja    | Datei hochladen | Pranger HERIS-ID: 69535 Objekt-ID: 82619                                                 | bei St. Georgen an der Stiefing 60 Standort KG: St. Georgen an der Stiefing       | Der Pranger ist nachmittelalterlichen Ursprungs und hat die Form eines dreiseitigen Obelisken mit eingelassenen Befestigungsringen und einem modern ergänzten Freiungsarm aus Eisen. Der Pranger wurde 1931 wiederaufgestellt. | BDA-Hist.: Q38122680 Status: § 2a Stand der BDA-Liste: 2025-06-30 Name: Pranger GstNr.: 1563                                                                                        |
| ja    | Datei hochladen | Pfarrhof HERIS-ID: 69513 Objekt-ID: 82597                                                | St. Georgen an der Stiefing 63 Standort KG: St. Georgen an der Stiefing           | | BDA-Hist.: Q38122604 Status: § 2a Stand der BDA-Liste: 2025-06-30 Name: Pfarrhof GstNr.: .168/1                                                                                     |
| ja    | Datei hochladen | Schloss St. Georgen an der Stiefing HERIS-ID: 37387 Objekt-ID: 36513                     | St. Georgen an der Stiefing 66 Standort KG: St. Georgen an der Stiefing           | Das im 12. Jahrhundert entstandene Schloss St. Georgen an der Stiefing stellt eine in der Historie begründete bauliche Einheit mit der Pfarrkirche von St. Georgen dar. | BDA-Hist.: Q15127829 Status: Bescheid Stand der BDA-Liste: 2025-06-30 Name: Schloss St. Georgen an der Stiefing GstNr.: .70, 356/1 Schloss St. Georgen an der Stiefing              |
| ja    | Datei hochladen | Grabdenkmal für Paul Ernst HERIS-ID: 69504 Objekt-ID: 82588                              | bei St. Georgen an der Stiefing 66 Standort KG: St. Georgen an der Stiefing       | Das Grabmal des Dichters Paul Ernst wurde von Theodor von Gosen geschaffen und verwendet eine Nepomukfigur und zwei Engel aus der Mitte des 18. Jahrhunderts. | BDA-Hist.: Q38122552 Status: Bescheid Stand der BDA-Liste: 2025-06-30 Name: Grabdenkmal für Paul Ernst GstNr.: 356/1                                                                |
| ja    | Datei hochladen | Figurenbildstock hl. Veronika HERIS-ID: 69509 Objekt-ID: 82593                           | St. Georgen an der Stiefing 66a Standort KG: St. Georgen an der Stiefing          | | BDA-Hist.: Q38122562 Status: § 2a Stand der BDA-Liste: 2025-06-30 Name: Figurenbildstock hl. Veronika GstNr.: .173                                                                  |
| ja    | Datei hochladen | Figurenbildstock Christus an der Geißelsäule HERIS-ID: 69510 Objekt-ID: 82594            | St. Georgen an der Stiefing 66a Standort KG: St. Georgen an der Stiefing          | | BDA-Hist.: Q38122573 Status: § 2a Stand der BDA-Liste: 2025-06-30 Name: Figurenbildstock Christus an der Geißelsäule GstNr.: .173                                                   |
| ja    | Datei hochladen | Kapelle Zur Schmerzhaften Mutter HERIS-ID: 69511 Objekt-ID: 82595                        | St. Georgen an der Stiefing 66a Standort KG: St. Georgen an der Stiefing          | | BDA-Hist.: Q38122584 Status: § 2a Stand der BDA-Liste: 2025-06-30 Name: Kapelle Zur Schmerzhaften Mutter GstNr.: .173                                                               |
| ja    | Datei hochladen | Kath. Pfarrkirche St. Georgen und ehem. Friedhof HERIS-ID: 51818 Objekt-ID: 57615        | St. Georgen an der Stiefing 66a Standort KG: St. Georgen an der Stiefing          | Die 1147 erstmals urkundlich erwähnte Pfarrkirche wurde nach 1481 als Wehrkirche wieder aufgebaut und erfuhr in den Jahren 1750–1755 einen Umbau. Anfang des 20. Jahrhunderts wurde das alte Gebäude fast komplett abgerissen und neu gebaut. Die barocke Einrichtung der alten Kirche wurde beim Neubau durch eine Neorenaissance-Ausstattung ersetzt. | BDA-Hist.: Q38047870 Status: § 2a Stand der BDA-Liste: 2025-06-30 Name: Kath. Pfarrkirche St. Georgen und ehem. Friedhof GstNr.: .173 Kath. Pfarrkirche St. Georgen an der Stiefing |